# 東京貿易メカニクス
東京貿易メカニクス株式会社（とうきょうぼうえきめかにくす）は、東京都中央区京橋に本社を置く、東京貿易ホールディングス株式会社のグループ会社の一つである。

## 概要
「クリーンエネルギー＆再生エネルギーのコンシェルジュとして常に最適を提供する」を企業理念とし、商社機能とメーカー機能を融合したハイブリッドカンパニーである。事業領域は、エネルギー産業を対象とし、取扱製品は、(1)回転機（コンプレッサー、ポンプ、流量計等）、(2)付臭設備（付臭装置、脱臭装置）、(3)開発事業（水素ステーション用高圧ダイアフラム圧縮機、水素分離膜装置等）となる。
LPG充てん用のLPG用コンプレッサー（コーケン社製）をいち早く日本に導入した草分け的存在であり、40数年来の事業展開と数多くの納入実績を有している。ガス付臭のための付臭設備も多くの納入実績を有している。移動式LNG気化器も日本で最初に輸入している。近年では、今後のエネルギー源の一つとして期待される水素に着目し、PDCコンプレッサーの積極的な市場展開や水素分離膜装置の開発を積極的に行っている。
　

## 主要取扱製品
- コーケン社製コンプレッサー：LPG用
- PDC社製コンプレッサー：高圧水素用、高純度ガス用
- LC流量計
- 防消火散水ポンプ（IHIシバウラ社製）
- LPGポンプ、LNGポンプ（帝国電機製作所製）
- 極低温用ポンプ：LNGポンプ、LN2ポンプ
- エアー駆動ピストンポンプ：LPG,フロン等液化ガスの移充てん用
- LPG用ローディングアーム：SBLA
- 付臭設備：付臭装置、脱臭装置
- 移動式LNG気化器
- 移動式液体窒素気化器
- 水素分離膜装置
- 熱交換器
- 各種メンテナンスサービス

## 事業所
- 東京本社　　：東京都中央区京橋2-2-1
- 仙台営業所　：宮城県仙台市宮城野区萩野町2-17-10
- 横浜事業所　：神奈川県横浜市金沢区鳥浜町12-4
- 名古屋営業所：愛知県名古屋市西区五才美町59
- 大阪営業所　：大阪府吹田市南吹田5-19-22
- 広島営業所　：広島県広島市安佐北区口田南2丁目-15-17
- 福岡事業所　：福岡県福岡市博多区那珂6-26-23